# زمین‌لرزه ۲۰۱۱ وان
زمین‌لرزه وان، زمین‌لرزه‌ای بود که در ۲۳ اکتبر ۲۰۱۱ و در ساعت ۱۳ و ۴۱ دقیقه به وقت محلی، با شدت ۷٫۱ ریشتر در استان وان در شرق ترکیه روی داد. کانون زمین‌لرزه، در حدود ۱۷ کیلومتری شمال شرق شهر وان و در عمق ۱۶ کیلومتری زمین بوده‌است.
شدت این زمین‌لرزه به حدی بود که در استان آذربایجان غربی ایران هم احساس شد.
بر اثر این زمین‌لرزه، که شدیدترین زلزله در ۳۰ سال اخیر در این منطقه بوده‌است، ۶۰۴ نفر کشته و ۴٬۱۵۲ نفر زخمی شدند.
در این زمین‌لرزه، شهر ارجیش با ۷۵ هزار جمعیت، بیشترین آسیب را دید.